# 名古屋市営バス猪高営業所
名古屋市営バス猪高営業所（なごやしえいバスいたかえいぎょうしょ）は、愛知県名古屋市名東区平和が丘一丁目44にある名古屋市営バスの営業所。
最寄停留所は猪高車庫であり、主に基幹バス新出来町線（名古屋駅-猪高車庫間）の一部の便、千種区、昭和区東部、名東区西部の路線といった東部丘陵地域一帯を発着する一般路線を担当する。
担当路線の営業係数は全体的に良く、黒字系統も多い。

## 沿革
- 1961年（昭和35年）5月15日 : 御器所自動車運輸事務所（御器所分所の前身）の星ヶ丘分所を新設。
- 1963年（昭和38年）8月1日 : 天白自動車運輸事務所（緑営業所の前身）に所管を変更。
- 1972年（昭和47年）12月20日 : 星ヶ丘分所を移設し、猪高自動車運輸事務所に改称。
- 1982年（昭和57年）12月1日 : 猪高営業所に改称。
- 2004年（平成16年）10月6日 : 御器所営業所を御器所分所とする[要出典]。
- 2010年（平成22年）4月1日 : バス停の読みを「いだかしゃこ」から「いたかしゃこ」へ変更。これに伴い、バスの行き先表示（ローマ字）は「Idakashako」から「Itakashako」へ、同様の変更をバス停の表記でも実施[要出典][注 1]。

## 主担当路線

### 幹一社1号系統
|             | 起点     | 主な経由地 | 主な経由地 | 主な経由地 | 主な経由地 | 主な経由地 | 主な経由地 | 終点     | 備考                               |
| ----------- | -------- | ---------- | ---------- | ---------- | ---------- | ---------- | ---------- | -------- | ---------------------------------- |
| 本          | 一社     | 打越       | 猪高車庫   | 下坪       | 香流小学校 | 猪子石団地 | 延珠橋     | 引山     |                                    |
| 出入        | 一社     | 打越       | ---        | ---        | ---        | ---        | ---        | 猪高車庫 |                                    |
| 入          | 引山     | ---        | ---        | 延珠橋     | 猪子石団地 | 香流小学校 | 下坪       | 猪高車庫 | →のみ。最終のみ                    |
| 支 大まわり | 一社     | 香流小学校 | 猪子石原   | 引山       | 香流中学校 | 猪子石西原 | 下坪       | 一社     | 左回り（→のみ） 小まわりは朝夕のみ |
| 支 小まわり | 一社     | 香流小学校 | 猪子石原   | →          | →          | 猪子石西原 | 下坪       | 一社     | 左回り（→のみ） 小まわりは朝夕のみ |
| 出          | 猪高車庫 | 香流小学校 | 猪子石原   | →          | →          | 猪子石西原 | 下坪       | 一社     | →のみ。朝のみ                      |

概要
当系統は、地下鉄一社駅と名東区猪子石地区とを結ぶ路線である。
沿革
1998年（平成10年）の系統再編前の番号は〔95〕であった。1998年の系統再編前は、昼間時のみ運行の「一社 - 本郷」、「一社 - 藤が丘」という支線も存在した。
〔本〕はこの再編で延珠橋を通らなくなる予定だったがこの変更は実行されなかった。
1998年の系統再編後はしばらく［本］と［支・小まわり］の2系統での運行だったが、2000年の再編で、バス路線から離れていて不便だった天神下地区の区画整理事業が進展し、新しい道路が開通した関係で新たに［支・大まわり］の系統が設けられ、それまで終日運行だった［支・小まわり］は朝夕のみの運行に改められている。
停留所およびダイヤ
平日・土曜・休日とも、〔本〕が1時間あたり2本、〔支・大まわり〕が1時間あたり1本の運行である。〔支・小まわり〕は平日朝夕・土休日朝のみ、〔出入〕は朝夜のみ、〔出〕は朝のみ、〔入〕は引山発最終のみの運行である。

### 幹星丘1号系統
|    | 起点   | 主な経由地 | 主な経由地 | 主な経由地 | 主な経由地 | 主な経由地   | 主な経由地   | 主な経由地   | 主な経由地   | 終点          | 備考                         |
| -- | ------ | ---------- | ---------- | ---------- | ---------- | ------------ | ------------ | ------------ | ------------ | ------------- | ---------------------------- |
| 本 | 星ヶ丘 | 西山住宅   | 高針口     | 高針       | 梅森坂口   | 東名古屋病院 | 東名古屋病院 | 東名古屋病院 | 東名古屋病院 | 梅森荘        |                              |
| 折 | 星ヶ丘 | 西山住宅   | 高針口     | 高針       | 梅森坂口   | ---          | ---          | ---          | ---          | 東名古屋 病院 | 朝のみ                       |
| 支 | 星ヶ丘 | 西山住宅   | 名東消防署 | 勢子坊     | 極楽       | 大針         | 梅森坂口     | 高針         | 西山住宅     | 星ヶ丘        | 左右回り （→が右回り）       |
| 出 | 高針口 | 山ノ神     | 西山住宅   | 名東本通2  | 星ヶ丘住宅 | ---          | ---          | ---          | ---          | 星ヶ丘        | →のみ、 表記の停留所のみ停車 |

概要
当系統は、星ヶ丘と名東区高針地区を結ぶ路線である。名鉄バス岩藤線も星ヶ丘と高針地区とを結ぶ路線であるが、経路・起終点・停車停留所が異なる。大森営業所担当の本郷駅発着便とは異なり、地下鉄平針や猪高緑地へは乗り入れない。また、この路線の沿線の地下に地下鉄を建設する計画がある。
沿革
1998年（平成10年）の系統再編前の番号は〔幹線16〕であった。また、1994年以前の番号は〔82〕であった。
昭和30年代には広小路通・東山通（愛知県道60号名古屋長久手線）を経て栄まで運行していたが、地下鉄東山線の延長に伴い現在の星ヶ丘発着となっている。
1994年に幹線系統化されたときに、それまで［支］は右回りしかなかったのを現在の両回りの形に改めている。
2015年12月より金曜日（祝日および年末年始を除く）と休前日のみ［支］の左回りの最終便の時刻を23:30発に繰り下げている。
停留所およびダイヤ
平日・土曜・休日とも、昼間は［本］が15分毎、［支］が左回り・右回りあわせて15分毎の運行となり、星ヶ丘-山ノ神間では片道合わせて1時間あたり8本の運行となる。［折］は東名古屋病院勤務者の通勤対策で平日朝のみの運行である。［出］は平日朝のみ、3本の運行である。この系統は、同時間帯に高針口以西の停留所から乗る客が、梅森荘方面からのバスに乗り切れないことが多いため、星ヶ丘からバスを回送して運行している。

### 幹星丘2号系統
|    | 起点   | 主な経由地 | 主な経由地 | 主な経由地 | 主な経由地 | 主な経由地 | 終点       | 備考            |
| -- | ------ | ---------- | ---------- | ---------- | ---------- | ---------- | ---------- | --------------- |
| 本 | 星ヶ丘 | 西山本通二 | 西山本通三 | 牧の原     | 焼山       | 樋入       | 地下鉄植田 |                 |
| 支 | 星ヶ丘 | 西山本通二 | 西山本通三 | 西里町五   | 西里町     | 西山本通二 | 星ヶ丘     | 左回り（→のみ） |

概要
当系統は、地下鉄東山線の星ヶ丘と地下鉄鶴舞線の植田駅とを結ぶ路線である。名東区と天白区を直接結ぶ数少ない路線の一つである。
沿革
1998年（平成10年）の系統再編前の番号は〔65〕であった。〔65〕は星ヶ丘から名東本通2を南下し地下鉄植田までの本線と西山住宅循環、西里町循環、東山公園事務局前の支線で構成されていたが、新系統化の際に西山住宅循環は〔幹星丘1〕でカバーする形で廃止となり、東山公園事務局前系統は分離され〔星丘13〕の支線に組み込まれた。なお、現在の［支］にあたる系統は〔65ハ〕というのが正式な番号で、バスに掲示されている営業所ごとの路線図や交通局の統計資料ではこのようになっていた。
〔幹星丘1〕同様、昭和30年代においては栄まで運行されていた。
バスの行き先表示がLED化されたとき、［本］の前面はそれぞれの行き先だけの表示だったが、〔星丘12〕と誤乗が出たせいか経由地が追加され
「焼山・地下鉄植田」
という表示になった。
停留所およびダイヤ
平日・土曜・休日とも、昼間は［本］・［支］それぞれ1時間あたり2本の運行となっており、星ヶ丘-西山本通二間では合わせて1時間あたり4本の運行となっている。

### 栄16号系統
|    | 起点 | 主な経由地 | 主な経由地 | 主な経由地 | 主な経由地 | 終点       |
| -- | ---- | ---------- | ---------- | ---------- | ---------- | ---------- |
| 本 | 栄   | 新栄町     | 古井ノ坂   | 地下鉄吹上 | 田代本通   | 名古屋大学 |

〔栄17〕と起終点が共通するため、古井ノ坂経由や大久手経由として区別される。
1992年7月時点では栄 – 新栄町 – 千種本町 – 大久手 – 春岡通 – 田代本通で〔67〕が運行されていた。名古屋市道鏡ヶ池線の開通後、名古屋大学まで延伸した。
一時は田代本通から末盛通を経由して星ヶ丘まで達していた。浄心営業所が担当していた時期がある。
1951年12月25日改正時点では栄町 – 田代本通で〔34〕が運行されていた。経路は栄町 – 東新町 – 新栄町 – 千種駅前 – 古井ノ坂 – 大久手 – 田代本通で、往復10.4 kmを標準44分で走るとされた。運転は33回、松ヶ枝自動車運輸事務所が担当していた。
朝や夕方を除き毎時1本の運行。

### 栄17号系統
|    | 起点 | 主な経由地 | 主な経由地 | 主な経由地 | 主な経由地 | 主な経由地 | 終点       | 副担当 |
| -- | ---- | ---------- | ---------- | ---------- | ---------- | ---------- | ---------- | ------ |
| 本 | 栄   | 矢場町     | 千早       | 吹上       | 地下鉄吹上 | 川原通     | 名古屋大学 | 御器所 |

旧番号は〔160〕。1961年の路線図で同様の系統を確認できる。この系統も前項の〔栄16〕と同様、かつては浄心営業所が担当していた（さらにそれ以前は那古野営業所、さらに遡れば御器所営業所が担当であった）。
桜通線延伸前は吹上 - 古井ノ坂 - 大久手 - 青柳町という経路をたどっていたものを桜通線吹上駅開設と共に地下鉄吹上バス停を開設、吹上 - 地下鉄吹上 - 大久手 - 青柳町という経路に変わったが、大久手バス停をはさんだ区間は環状線（名古屋市道名古屋環状線）を通らねばならず、しかもこの経路では上り下りとも環状線から右折する必要があって大幅な車線変更をしなければならず、特にラッシュ時は渋滞に巻き込まれることが多かった。その後、将来の名古屋高速2号線の延伸工事に伴い、その地上部分に道路（名古屋市道鏡ヶ池線）が部分開業し、大久手を経由しない現在の経路になった。
なお、かつて主担当が浄心営業所だった頃には、栄 - 吹上（振興会館）という支線の設定があったほか、さらに遡ると「栄 - 大久手」「川原通 - 名古屋大学前」などの支線の設定もあった。
〔栄16〕より若干本数が多く、日中は毎時2本程度運行されている。乗務員休憩は妙見町で実施する（名古屋大学 - 妙見町は回送）。

### 栄18号系統
|    | 起点 | 主な経由地 | 主な経由地   | 主な経由地 | 主な経由地 | 主な経由地 | 終点   |
| -- | ---- | ---------- | ------------ | ---------- | ---------- | ---------- | ------ |
| 本 | 栄   | 矢場町     | 鶴舞公園北口 | 塩付       | 川原通     | 杁中       | 妙見町 |
| 本 | 栄   | 矢場町     | 鶴舞公園北口 | 塩付       | ←←         | 杁中       | 妙見町 |

栄から鶴舞公園北口までは大通りを行くが、そこから先は一転して弁天前までは飯田街道（愛知県道56号名古屋岡崎線）の一車線しかない通りを縫うように走る系統である。沿線に名古屋大学医学部付属病院（通称名大病院）や名古屋第二赤十字病院（通称八事日赤）があり、名古屋の市バスで最初にノンステップバスの運行を開始した系統である。2003年12月までは那古野営業所の担当であった。
この系統は1998年までは〔50〕と名乗り、次のような路線であった。
- ［A］：名古屋駅 - 栄 - 矢場町 - 鶴舞公園北口 - 山中 - 妙見町
- ［B］：名古屋駅 - 栄 - 東新町 - 鶴舞公園北口 - 阿由知通2 - 御器所通 - 山中 - 妙見町
- ［C］：名古屋駅 - 栄 - 東新町

もともとは［A］と［B］のみであったが、1989年の桜通線開業により〔幹線15〕（名古屋駅 - 桜通大津 - 高岳町（現：高岳） - 東新町 - 栄 - 名古屋駅）が廃止になったため、そのうちの桜通線とかぶらない部分を残す意味で［C］が新設された。その後、御器所営業所の一時閉所による猪高営業所への移管に伴い、［B］は山王通（名古屋市道山王線）を経由しなくなった。
1998年の再編で名古屋駅 - 矢場町は新設の都心ループとかぶるためにそちらに譲る格好となって［A］が栄までに短縮する形で現在の路線となった。なお［B］は廃止されたが、［C］は都心ループが朝のラッシュ時は運行されないこともあってこれを補完する意味で生き残り、現在は〔名駅16〕を名乗っている。
なお、御器所営業所担当時代は入庫の関係で最終の一本のみが杁中止まりであった。
因みに開設当時は〔42〕を名乗っていたらしいが、[A]・[B]は病院正門前(現・名大病院)・八事日赤病院バス停のほか多くの医療施設の前を通り、死に番では縁起が悪いという理由で、1958年の再編時に系統番号が〔50〕に変更されたといわれている。
一部時間帯を除き毎時2本程度運行されていたが、2021年4月2日ダイヤ改正において減便となり、日中40分間隔となった。

### 星丘11号系統
|      | 起点     | 主な経由地 | 主な経由地 | 主な経由地 | 主な経由地   | 終点           | 備考                     |
| ---- | -------- | ---------- | ---------- | ---------- | ------------ | -------------- | ------------------------ |
| 本   | 星ヶ丘   | 平和公園口 | 猫洞通     | 光ヶ丘     | 千種台中学校 | 地下鉄自由ヶ丘 |                          |
| 出入 | 猪高車庫 | ---        | ---        | 光ヶ丘     | 千種台中学校 | 地下鉄自由ヶ丘 |                          |
| 臨   | 星ヶ丘   | ---        | 平和公園   | 猫洞通     | 平和公園口   | 星ヶ丘         | 左回り（→のみ） 下記参照 |

概要
当系統は、星ヶ丘と地下鉄自由ヶ丘駅とを、平和公園や光ヶ丘を経由して結ぶ路線である。平和公園内の一本道を経由する系統は本系統のみである。
通常の利用者はそれほど多くないが、平和公園への墓参シーズンは利用者が非常に多いため営業係数は良くなっている。
2023年1月4日からは新池町付近へ移転した千種区役所仮庁舎へのアクセス路線としても機能している。
沿革
1998年（平成10年）の系統再編前の番号は〔88〕であった。
かつての経路は以下のとおりであった。
- 栄 - 千種駅前 - 今池 - 茶屋ヶ坂 - 自由ヶ丘(現：千種台中学校) - 星ヶ丘

その後、栄 - 今池を廃止して今池 - 茶屋ヶ坂 - 自由ヶ丘 - 星ヶ丘、1984年の路線改正で大曽根 - 砂田橋 - 茶屋ヶ坂 - 自由ヶ丘 - 星ヶ丘となり、さらに2000年、地下鉄名城線が砂田橋まで延伸した際の再編で昼間時の一部については砂田橋までの運行となっていた。
2003年に地下鉄名城線が名古屋大学駅まで延伸されたことにより、並行する大曽根 - 自由ヶ丘を廃止し、地下鉄自由ヶ丘交通広場へ乗り入れする形で現在の経路となった。この再編で「星ヶ丘 - 光ヶ丘」という区間運転の支線が廃止されている。
停留所およびダイヤ
［本］は平日・土曜・休日とも、昼間は30分毎の運行となっている。［出入］は朝や平日の夕方に毎時1本程度の運行で、経路が完全に重複する〔池下11〕の区間便のような感じである。墓参シーズンは平和公園内の渋滞に巻き込まれるために平和公園から臨時便がまれに追加されることがある。
星ヶ丘→平和公園ではノンストップの［臨］は春季および秋季の彼岸およびお盆、年末の墓参用に追加運行されるが、「星ヶ丘→平和公園」は本系統とは異なり打越・平和が丘・猪高車庫を経由するため、循環型の経路になっている（本系統と同様に平和公園→星ヶ丘は各停留所に停車）。この経路になったのは2008年秋季の彼岸からで、それまでの墓参時期は猫洞通付近の渋滞を避けるため定期便も含めた全便が往路のみ打越・平和が丘経由（猪高車庫は経由せず通常と同様に平和公園内を突き抜ける）の迂回ルートで運行していた（この場合、千種スポーツセンター（旧称：東山工業高校）、平和公園口、新池町、猫洞通へは直接行けないため行く乗客のために起点の星ヶ丘で乗り継ぎ券を発行していた）。なお、この頃の［臨］は現在のような循環経路ではなく光ヶ丘（渋滞ピーク時は平和公園。平和公園折り返し時は脇道を使ってスイッチバック）止まりであった。2011年夏以降、［臨］の方向幕は「平和公園臨時バス」と表示されている。［臨］は午前中から昼間にかけて毎時2～4本程度追加運行される。2022年お盆は［臨］の運行はない。

### 星丘13号系統
|    | 起点   | 主な経由地 | 主な経由地 | 主な経由地 | 主な経由地 | 終点 |
| -- | ------ | ---------- | ---------- | ---------- | ---------- | ---- |
| 本 | 星ヶ丘 | 西山本通二 | 牧の原     | 植田山     | 妙見町     | 杁中 |

星ヶ丘から名東区南部の牧の原地区を抜け、天白区の焼山交差点を西へ曲がり、東山公園の南にひろがる丘陵地を抜けて昭和区の杁中を結ぶ系統である。昭和区の妙見町停留所から東へ向かう唯一の系統である。
もともとは鶴舞線植田駅北側の区画整理事業が完了した際に新設された〔64〕（地下鉄植田 - 平成橋 - 鴻ノ巣 - 植田山 - 妙見町 - 杁中）である。1998年の再編で、焼山交差点で〔64〕を二つに分けてそれぞれを星ヶ丘へ延ばす形に路線を再編した際、西側の部分を星ヶ丘へ延ばしたのが本系統である（東側は〔星丘12〕になっている）。なお、このとき旧〔65〕の支線であった星ヶ丘 - 東山公園事務局前（現：東山公園事務局）が支線として取り込まれたが、2004年10月6日で廃止されている。
なお、2016年3月までは西山小学校から植園町地区を左回りに循環する支線が存在した。〔猪.星・支〕も参照
平日朝夕を除き毎時1本の運行。

### 池下11号系統
|    | 起点                | 主な経由地 | 主な経由地 | 主な経由地 | 主な経由地 | 主な経由地      | 主な経由地    | 主な経由地 | 終点     | 備考 |
| -- | ------------------- | ---------- | ---------- | ---------- | ---------- | --------------- | ------------- | ---------- | -------- | --- |
| 本 | 池下 バスターミナル | 今池       | 池下(東)   | 覚王山     | 城山       | 地下鉄 自由ヶ丘 | 千種台 中学校 | 光ヶ丘     | 猪高車庫 | 池下バスターミナル=付属のバスターミナル 池下(東)=5・8番乗り場 ただし路線図では区別されず、「池下」と表示 |
| 折 | 池下 バスターミナル | ---        | 池下(東)   | 覚王山     | 城山       | 地下鉄 自由ヶ丘 | 千種台 中学校 | 光ヶ丘     | 猪高車庫 | 池下バスターミナル=付属のバスターミナル 池下(東)=5・8番乗り場 ただし路線図では区別されず、「池下」と表示 |
| 支 | 池下 バスターミナル | ---        | 池下(東)   | 覚王山     | 城山       | 本山            | 猫洞通        | 平和が丘   | 猪高車庫 | 池下バスターミナル=付属のバスターミナル 池下(東)=5・8番乗り場 ただし路線図では区別されず、「池下」と表示 |

もと公共施設関連系統の〔千種区〕。1984年（昭和59年）の路線改正までは〔74〕で、〔74〕時代は、栄‐千種駅前‐池下‐城山‐自由ヶ丘（現：千種台中学校）及び池下‐城山‐自由ヶ丘（現：千種台中学校）‐ 光ヶ丘‐猪高車庫だった。この公共施設関連系統、便数が1時間に1便程度の設定になっているものが多かったが、［折］は比較的便数が多めに設定されていた。
日中は［折］が毎時2本程度運行される。［本］は一日6往復の運行。［支］は平日に4往復のみ運行。また［支］を除き、地下鉄自由ヶ丘以東で経路が完全に重複する〔星丘11・出入〕や〔猪.名〕を補完する役割も持っている。2017年3月までは途中の光ヶ丘で折り返す便も存在したが、4月より猪高車庫発着に統一されている。墓参シーズンも通常と変わらないが、〔基幹2・支〕とともに地下鉄自由ヶ丘駅周辺から平和公園へのアクセスを担っている。

### 名東巡回系統
|    | 起点   | 主な経由地        | 主な経由地 | 主な経由地 | 主な経由地 | 主な経由地 | 主な経由地 | 主な経由地           | 主な経由地 | 主な経由地  | 主な経由地    | 主な経由地 | 主な経由地  | 終点     |
| -- | ------ | ----------------- | ---------- | ---------- | ---------- | ---------- | ---------- | -------------------- | ---------- | ----------- | ------------- | ---------- | ----------- | -------- |
| 本 | 星ヶ丘 | にじが丘 （巡回） | 西里町     | 西山住宅   | 一社       | 社台一     | 上社       | 名東 区役所 （巡回） | 名東図書館 | 香流 小学校 | 引山 （巡回） | 下坪       | 蓬来 小学校 | 猪高車庫 |

2004年の再編で生まれた「地域巡回バス」の一つ。それまでの〔名東区1〕（星ヶ丘 - 西里町 - 一社 - 上社 - 藤森一丁目 - 藤が丘）と、〔名東区2〕（猪高車庫 - 蓬来小 - 下坪 - 名東図書館 - 上社 - 西山住宅 - 極楽 - 梅森荘）を再編、さらにそれまで運行していなかった植園町周辺をカバーしたり名東区役所へ直に立ち寄るように経路を改めたものである。
名東区自体に地下鉄路線が少ないこともあって利用者は多く、地域巡回系統としては営業係数は良い。

### 千種巡回系統
|    | 起点           | 主な経由地 | 主な経由地 | 主な経由地 | 主な経由地 | 主な経由地              | 主な経由地 | 主な経由地 | 主な経由地 | 主な経由地        | 主な経由地 | 主な経由地 | 主な経由地 | 主な経由地 | 主な経由地 | 終点           | 備考                   |
| -- | -------------- | ---------- | ---------- | ---------- | ---------- | ----------------------- | ---------- | ---------- | ---------- | ----------------- | ---------- | ---------- | ---------- | ---------- | ---------- | -------------- | ---------------------- |
| 本 | 地下鉄自由ヶ丘 | 猫洞通二   | 新池町     | 東山公園   | 本山       | 東山公園 事務局 （巡回) | 田代本通   | 春岡通     | 池下       | 東部医療 センター | 若水三     | 振甫町     | 谷口       | 姫ヶ池     | 城山新町   | 地下鉄自由ヶ丘 | 左右回り （→が右回り） |

「地域巡回バス」の1路線。〔千種区〕（現：〔池下11〕）の再編ということに書類上はなっているのだが、ほとんど原形をとどめておらず、全くの新路線と言ってよい系統である。春岡通 - 仲田は1994年の再編で廃止された〔60イ〕（千種駅前 - 今池 - 仲田 - 広路通1 - 八事 - 山下通 - 新瑞橋）が走っていた区間で、実に10年ぶりの復活となった。
途中の東山公園事務局停留所は本系統のみが経由するが〔星丘13〕が終点としていたことがある。

### 出入庫系統
|        |       |     | 起点     | 主な経由地   | 主な経由地      | 主な経由地 | 主な経由地 | 主な経由地 | 主な経由地 | 主な経由地 | 主な経由地 | 終点       | 備考                                                       |
| ------ | ----- | --- | -------- | ------------ | --------------- | ---------- | ---------- | ---------- | ---------- | ---------- | ---------- | ---------- | ---------------------------------------------------------- |
| 出入庫 | 猪.星 | 本  | 猪高車庫 | 平和が丘     | 打越            | ---        | ---        | ---        | ---        | ---        | ---        | 星ヶ丘     | 系統表示はバスの方向幕には現れない。 ［猪.星・支1］は→のみ |
| 出入庫 | 猪.星 | 支1 | 猪高車庫 | 平和が丘     | 打越            | 一社       | 西里町     | 西山小学校 | 植園町     | 藤巻       | 西山小学校 | 星ヶ丘     | 系統表示はバスの方向幕には現れない。 ［猪.星・支1］は→のみ |
| 出入庫 | 猪.星 | 支2 | 猪高車庫 | 平和が丘     | 猫洞通          | 新池町     | 平和公園口 | ---        | ---        | ---        | ---        | 星ヶ丘     | 系統表示はバスの方向幕には現れない。 ［猪.星・支1］は→のみ |
| 出入庫 | 猪.名 | 本  | 猪高車庫 | 千種台中学校 | 地下鉄 自由ヶ丘 | 猫洞通二   | 本山       | 名古屋大学 | ---        | ---        | ---        | 妙見町     | 系統表示はバスの方向幕には現れない。 ［猪.星・支1］は→のみ |
| 出入庫 | 猪.名 | 折  | 猪高車庫 | 千種台中学校 | 地下鉄 自由ヶ丘 | 猫洞通二   | 本山       | ---        | ---        | ---        | ---        | 名古屋大学 | 系統表示はバスの方向幕には現れない。 ［猪.星・支1］は→のみ |

〔猪.星・本〕は星ヶ丘から発着する各路線の送り込みとして終日運転される（朝の猪高車庫行きや夜間の星ヶ丘行きなどの運行はない）。本数はまちまちではあるが星ヶ丘発着の系統が多い（〔星丘11〕のほか、〔星丘13〕〔幹星丘1〕〔幹星丘2〕）ため出入庫系統としては多めに設定されている。猪高車庫 - 打越は〔幹一社1〕も多数運行されており、同系統を補完している。
〔猪.星・支1〕は〔名東巡回〕の運行前に同系統の経路のうち一社から植園町地区のみを運行する形で運行される系統で、2016年3月まで〔星丘13〕の支線として運行されていた系統であった。平日朝8時台の1便のみの運行である。
〔猪.星・支2〕は千種区役所の仮庁舎移転に伴い、アクセスのため2023年1月4日の改正で設定された。平日日中にのみ運行される。
〔猪.名〕は〔八事11〕の猪高営業所担当分を送り込むために、名城線延伸により短縮された同系統の短縮区間を残したものである。名古屋大学発着の〔栄16〕〔栄17〕や妙見町発着の〔栄18〕〔金山12〕の出入庫を兼ねているため本数が比較的多めで毎時1本程度運行されている。地下鉄自由ヶ丘 - 猪高車庫は〔池下11〕などを補完している。
当初は猪高車庫 - 猫洞通二は平和が丘から平和公園を突き抜けるルートを選定したため旧ルートが廃止になり、途中にある「城山病院前」というバス停が廃止されたが、後に旧ルートが復活したためバス停も再設置されている。

## 副担当路線

### 基幹2号系統
- 詳細は名古屋市営バス浄心営業所#基幹2号系統を参照。当営業所は名古屋駅 - 猪高車庫の系統のみを担当し、引山方面発着の系統は担当しない。

### 金山12号系統
- 詳細は名古屋市営バス御器所営業所#金山12号系統を参照。

### 八事11号系統
- 詳細は名古屋市営バス緑営業所#八事11号系統を参照。

## 猪高車庫バス停留所
以下の系統が経由している。盆や彼岸時に運行される平和公園臨時バスは停留所を経由しているが停車しない。
- 基幹2 名古屋駅ゆき
- 幹一社1 引山ゆき、一社ゆき（小回りまたは大回り）
- 星丘11 地下鉄自由ヶ丘ゆき
- 池下11 池下ゆき（地下鉄自由ヶ丘経由または本山経由）
- 猪.名 名古屋大学ゆき、妙見町ゆき
- 猪.星 星ヶ丘ゆき
- 名東巡回 星ヶ丘ゆき

## 車両
元々は日野自動車製の車両で統一されていたが、入札制の導入や営業所の再編により、現在では他メーカーの車両も多数配置されている。
配属されている車両は、以下のとおりである。ワンステップバス、ツーステップバスは配属されていない。
- ノンステップバス：NH・NS・NF、NMS・NMH、NKH・NKS（基幹バス専用）